# Thelaira altoplani
Thelaira altoplani är en tvåvingeart som beskrevs av Speiser 1914. Thelaira altoplani ingår i släktet Thelaira och familjen parasitflugor. Inga underarter finns listade i Catalogue of Life.